# Friedrich Born
Pour les articles homonymes, voir Born.
 (avril 2025).
Si vous disposez d'ouvrages ou d'articles de référence ou si vous connaissez des sites web de qualité traitant du thème abordé ici, merci de compléter l'article en donnant les références utiles à sa vérifiabilité et en les liant à la section « Notes et références ».
Friedrich Born, né à Langenthal le 10 juin 1903 et mort à Zollikofen le 14 janvier 1963, est un diplomate économique suisse.
De mai 1944 à janvier 1945, il travailla à Budapest comme délégué pour le Comité international de la Croix-Rouge (CICR), aidant la population juive qui y habitait en ouvrant des hôpitaux, des foyers pour les enfants et les orphelins, et des soupes populaires, ainsi qu'en distribuant des passeports de protection. Ses activités ont permis de sauver de la déportation entre 11 000 et 15 000 Juifs hongrois. Le 5 juin 1987, il a été inscrit comme « Juste parmi les nations » par le mémorial de Yad Vashem en Israël.

## Famille, formation et activité professionnelle
Friedrich Born est le fils de Johann. Après sa scolarité, il commença par suivre une formation de mécanicien puis un apprentissage commercial. Il travailla ensuite à Lausanne et à Anvers ainsi que dans une société d'importation de Zurich. En 1936 on lui confia la direction d'une société d'importation de céréales à Budapest. Jusqu'au début de son activité pour le CICR, c'est là qu'il travailla, en même temps que pour le Bureau central suisse pour la promotion du commerce.
Born était marié avec Maria Zaugg.

## Activité pour le CICR
Depuis sa création, en octobre 1943, la délégation du CICR à Budapest était dirigée par Jean de Bavier. Très tôt il avait pressenti les dangers qu'allait faire naître l'occupation allemande pour les quelque 800 000 Juifs qui vivaient en Hongrie. Aussi, le 18 février 1944, avait-il envoyé un rapport au CICR à Genève. Le CICR était d'avis au début qu'il fallait distinguer entre les Juifs de nationalité étrangère, à traiter comme des civils internés, et les Juifs de nationalité hongroise, dont le traitement était une affaire intérieure hongroise, purement et simplement. Aussi Jean de Bavier proposa-t-il le 27 mars que le président du CICR, Max Huber, intervînt personnellement auprès d'Hitler. Dans une réponse du CICR, le 30 mars, on lui fit savoir que cette proposition était à l'examen, et que, jusqu'à ce qu'il reçût de nouvelles instructions, il ne devait de sa propre initiative faire aucune démarche supplémentaire.
On ignore encore pourquoi au bout du compte Jean de Bavier a été rappelé par le CICR, ni pourquoi on a choisi Friedrich Born comme son successeur. Il est probable que, outre le fait que Born se trouvait déjà sur place, c'est parce qu'il avait de bons contacts avec des familles influentes et des milieux diplomatiques en Hongrie, et aussi parce que, à côté de l'allemand et du français, il parlait aussi le hongrois. Le 10 mai 1944, bien que sans la moindre expérience des affaires de la Croix-Rouge, il prit en charge la direction de la délégation du CICR à Budapest en tant que délégué. Tout comme Jean de Bavier, il ne cessa de demander au CICR qu'on élargît ses propres pouvoirs d'action et que le Comité prît des initiatives officielles en faveur de la population juive en Hongrie. Pour appuyer le travail de sa délégation, il employait surtout des Juifs, pour qui il obtint en outre des autorités locales qu'ils ne dussent pas porter l'étoile jaune. De telles initiatives étaient menées sans mandat explicite et même sans l'accord du CICR, qu'il tenait cependant informé de ses activités.
Il organisa des hôpitaux, des foyers pour enfants et orphelins ainsi que des soupes populaires pour les Juifs hongrois, et il plaça ces établissements sous la protection de la Croix-Rouge. Rien que dans la soixantaine de foyers d'enfants et d'orphelins on put s'occuper de 7 000 à 8 000 enfants. En outre, il reçut du CICR le droit d'établir des passeports de protection pour les personnes concernées. Il travailla aussi avec les représentations consulaires des pays latino-américains en Suisse, pour leur faire établir des documents d'immigration vers ces pays, ce qui mit à l'abri d'autres Juifs hongrois des représailles et de la déportation par les nazis. Après l'instauration du ghetto de Budapest, il y transféra son bureau.
S'il ne put par son action empêcher la plus grande partie de la déportation, il réussit cependant, à arrêter le départ des derniers convois, ce qui sauva la vie à environ 7 500 personnes. Plus de 3 000 à 4 000 autres Juifs hongrois échappèrent, grâce à son activité à la délégation du CICR, au transport dans les camps d'extermination. Au total on estime à un chiffre de 11 000 à 15 000 le nombre des Juifs que Friedrich Born a sauvés.

## Sa vie après la Seconde Guerre mondiale

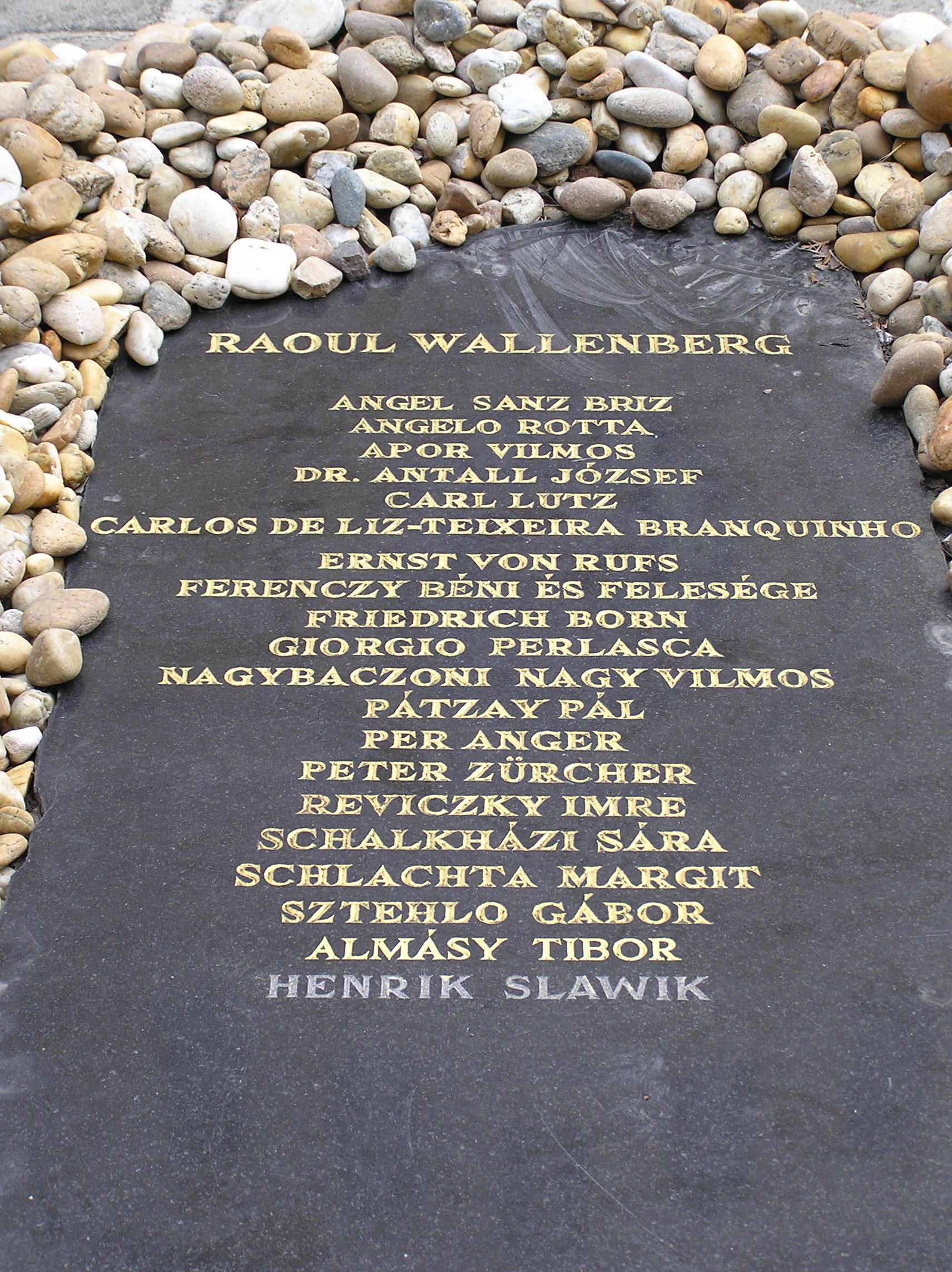
Le nom de Friedrich Born inscrit au mémorial des Justes parmi les Nations, parc Raoul-Wallenberg, Grande synagogue de Budapest.

En janvier 1945, après l'entrée de l'Armée rouge à Budapest, il dut quitter la Hongrie sur ordre des autorités militaires soviétiques. Sa mission pour le CICR prit fin le 9 septembre 1945. Il fonda alors sa propre entreprise d'import-export et alla habiter à Zollikofen, près de Berne.
Il mourut le 14 janvier 1963, sans jamais avoir parlé à ses enfants de ses activités en faveur de la population juive de Hongrie. Le 5 juin 1987 lui fut conféré à titre posthume le titre honorifique de « Juste parmi les Nations » au mémorial de Yad Vashem, à Jérusalem.